# Albuquerque Thunderbirds 2009-2010
La stagione 2009-10 degli Albuquerque Thunderbirds fu la 9ª nella NBA D-League per la franchigia.
Gli Albuquerque Thunderbirds arrivarono settimi nella Western Conference con un record di 18-32, non qualificandosi per i play-off.

## Roster
| N° | Naz.                         | Ruolo | Sportivo         | Anno | Alt. | Peso |
| -- | ---------------------------- | ----- | ---------------- | ---- | ---- | ---- |
| 7  | Stati Uniti (bandiera)       | G     | Carlos Powell    | 1983 | 201  | 102  |
| 10 | Stati Uniti (bandiera)       | GA    | Anthony Danridge | 1986 | 196  | 97   |
| 11 | Stati Uniti (bandiera)       | G     | Keith McLeod     | 1979 | 188  | 85   |
| 12 | Stati Uniti (bandiera)       | P     | Jason Horton     | 1982 | 188  | 86   |
| 13 | Stati Uniti (bandiera)       | G     | Antoine Agudio   | 1985 | 191  | 83   |
| 15 | Stati Uniti (bandiera)       | A     | Shane Edwards    | 1987 | 201  | 99   |
| 15 | Stati Uniti (bandiera)       | AC    | Cory Underwood   | 1980 | 208  | 107  |
| 18 | Stati Uniti (bandiera)       | A     | Trey Gilder      | 1985 | 206  | 84   |
| 21 | Russia (bandiera)            | A     | Jaroslav Korolëv | 1987 | 206  | 92   |
| 23 | Stati Uniti (bandiera)       | P     | Kris Collins     | 1983 | 188  | 86   |
| 24 | Stati Uniti (bandiera)       | A     | Marcus Hubbard   | 1983 | 206  | 194  |
| 32 | Croazia (bandiera)           | C     | Saša Čuić        | 1983 | 208  | 110  |
| 33 | Stati Uniti (bandiera)       | G     | Chad Toppert     | 1985 | 198  | 95   |
| 34 | Stati Uniti (bandiera)       | C     | Kevin Pittsnogle | 1984 | 211  | 113  |
| 41 | Trinidad e Tobago (bandiera) | C     | Shagari Alleyne  | 1984 | 221  | 122  |
| 42 | Stati Uniti (bandiera)       | C     | Erek Hansen      | 1982 | 211  | 104  |
| 50 | Antigua e Barbuda (bandiera) | AG    | Kurt Looby       | 1984 | 208  | 104  |

## Staff tecnico
- Allenatore: John Coffino
- Vice-allenatori: Darvin Ham, Dean Garrett